# 保罗·德鲁克斯
保罗·德鲁克斯（德語：Paul Drux，1995年2月7日—），德国男子手球运动员。他曾代表德国参加2016年和2020年夏季奥林匹克运动会手球比赛，其中2016年奥运会获得一枚铜牌。